# Hoplunnis pacifica
Hoplunnis pacifica är en fiskart som beskrevs av Lane och Stewart, 1968. Hoplunnis pacifica ingår i släktet Hoplunnis och familjen Nettastomatidae. Inga underarter finns listade i Catalogue of Life.